# Кечкина, Мария Викторовна

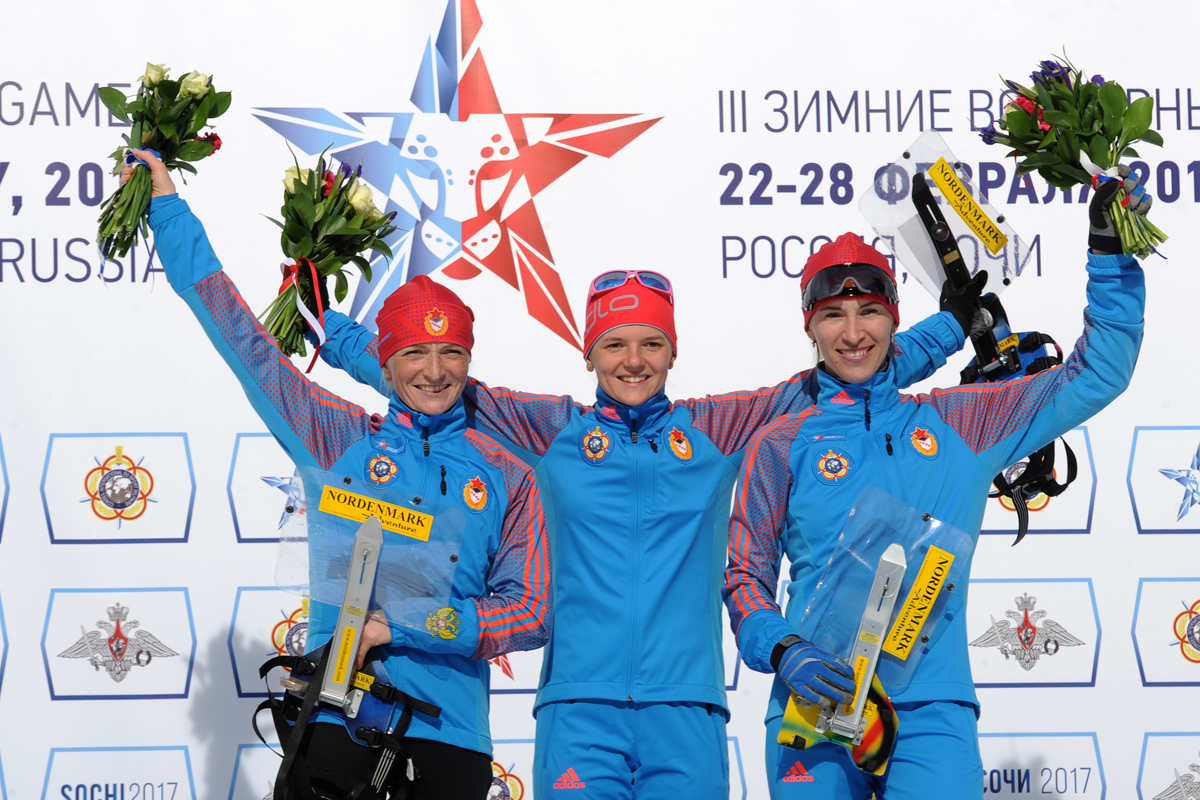
Мария Кечкина, Татьяна Оборина и Анастасия Кравченко (слева направо) на III Зимних Всемирных военных играх, 26 февраля 2017 года

Мария Викторовна Кечкина (урожд. Шилова) (р. 6 августа 1986) — мастер спорта России международного класса  по спортивному ориентированию.

## Биография
Мария Кечкина — воспитанница пермской детско-юношеской спортивной школы олимпийского резерва № 3 (тренеры Юрий Неволин и Эдуард Хренников).
На молодёжном чемпионате мира по спортивному ориентированию на лыжах 2006 года завоевала «бронзу» на короткой дистанции, «серебро» в спринте и «золото» в эстафете.
На чемпионате Европы по спортивному ориентированию на лыжах 2011 года в шведском Лиллехаммере в составе второй эстафетной четверки завоевала золотую медаль.
За данную победу была удостоена почётного спортивного звания — мастер спорта России международного класса.
Стала победителями международных соревнований по спортивному ориентированию на лыжах Ski-O Tour 2019 по сумме времени после пяти стартов.
Призёр нескольких чемпионатов России. В летнее время выступает в велоориентировании.

## Образование
Закончила Пермский государственный педагогический университет. Работает преподавателем кафедры физического воспитания ПермГПУ. Кандидат педагогических наук.